# Platypalpus insperatus
Platypalpus insperatus är en tvåvingeart som beskrevs av Nikolai Vasilevich Kovalev 1971. Platypalpus insperatus ingår i släktet Platypalpus och familjen puckeldansflugor. Inga underarter finns listade i Catalogue of Life.